# Trolejbusy w Ulm i Neu-Ulm
Trolejbusy w Ulm i Neu-Ulm – zlikwidowany system trolejbusowy miast Ulm w Badenii-Wirtembergii i Neu-Ulm w Bawarii, w Niemczech. Funkcjonował od 14 maja 1947 r. do 23 października 1963 r. i stanowił uzupełnienie systemu tramwajowego. Operatorem były – podobnie jak w przypadku tramwajów – Straßenbahnen der Stadt Ulm (dziś Stadtwerke Ulm).

## Historia
Po skomunikowaniu dzielnicy Söflingen linią tramwajową z Ulm 18 października 1906 r., zaplanowano budowę kolejnych linii do Neuer Friedhof i do Friedrichsau nad Dunajem. Ze względu na wysokie koszty budowy linii tramwajowej, miasto Ulm rozważało budowę trolejbusu, znanego wówczas jako gleislose Straßenbahn, wykorzystując jako wzór system trolejbusowy w Miluzie w Alzacji, otwarty w lipcu 1907 r. Postanowiono jednak zaczekać na dalszy rozwój trolejbusów, co oznaczało, że plany rozbudowy tramwaju zrealizowano tylko w ograniczonym zakresie. Od 1908 r. nastąpiło tak w przypadku linii tramwajowej na Platzgasse i na König-Wilhelm-Straße.
Pomysł budowy trolejbusów w Ulm powrócił w latach 30. XX wieku ze względu na postęp techniczny w dziedzinie trolejbusów. W listopadzie 1935 r. Brown, Boveri & Cie. (BBC) dostarczył swoje pojazdy przewoźnikowi z Ulm. W 1939 r. rozpoczęto projektowanie linii trolejbusowej z Münsterplatz przez Hafenbad i Frauenstraße do Neuer Friedhof, przede wszystkim po to, aby zapewnić lokalnemu producentowi trolejbusów Käßbohrer trasę testową. 28 października 1941 r. rada miejska podjęła uchwałę w sprawie przekształcenia linii tramwajowej nr 4 wiodącej ze szpitala przez dworzec główny do Kühbergu w trolejbus, jednak z powodu wybuchu II wojny światowej nigdy nie doszło do jej realizacji. Budowa planowanych linii tramwajowych nr 5 i 6 jako linii trolejbusowych została tymczasowo odroczona. Wniosek miasta Ulm o przekształcenie linii tramwajowych w trolejbusowe oraz dostarczenie niezbędnych pojazdów został odrzucony przez Ministerstwo Transportu Rzeszy,, gdyż z powodu II wojny światowej miasto potrzebowało pracowników i surowców do pilniejszych celów. Projekt miał być zatem zrealizowany dopiero po zakończeniu wojny.
Herdbrückenad Dunajem, którym kursowała linia tramwajowa nr 2 z dworca głównego w Ulm do stacji Neu-Ulm, został poważnie uszkodzony podczas wojny. W związku z tym nie udało się natychmiast przywrócić komunikacji tramwajowej między Ulm i Neu-Ulm. Zamiast tego miasto Ulm zaplanowało nową linię trolejbusową nr 5 od Zundeltor przy Berliner Platz (obecnie Willy-Brandt-Platz) przez stację Neu-Ulm i dworzec główny w Ulm do Neuer Friedhof. W maju 1947 r. rozwieszono sieć trakcyjną między stacją Zundeltor a stacją Neu-Ulm, a regularne kursowanie linii na tym 3,5-kilometrowym odcinku rozpoczęły się 24 maja. W listopadzie 1947 roku odcinek od stacji Neu-Ulm, przez Schillerbrücke który został wysadzony w powietrze podczas wojny i zastąpiony tymczasowym drewnianym mostem, do skrzyżowania z Zinglerstraße (w pobliżu Ehinger Tor), również został wyposażony w przewody trakcyjne. 10 lipca 1948 r. otwarto przedłużenie linii nr 5 od Schillerstraße przez dworzec główny do Neuer Friedhof, co oznaczało, że linia nr 5 mogła kursować na całej zaplanowanej trasie. 3 maja 1952 r. zelektryfikowano linię autobusową nr 6, która od grudnia 1951 roku kursowała z Münsterplatz do Eselsbergu, gdzie dowoziła pracowników budujących nowe osiedle. Jednocześnie zbudowano nową linię trolejbusową z dworca głównego w Ulm przez Münsterplatz, ratusz i Herdbrücke do Neu-Ulm do Marienstraße. Na tę trasę przeniesiono też linię 5. Trasę, którą wcześniej jeździła linia nr 5 od dworca głównego przez most Schillera do Neu-Ulm, obsługiwała teraz nowa linia 6, która przejęła id linii nr 5 odcinek od stacji Neu-Ulm do Zundeltor.
Kursowały następujące linie:
- Linia 5, 3,3 km: Neuer Friedhof – Ulm Hauptbahnhof – Münsterplatz – Neu-Ulm Marienstraße
- Linia 6, 7,2 km: Eselsberg – Ulm Hauptbahnhof – Schillerbrücke – Neu-Ulm Schützenstraße – Bahnhof Neu-Ulm – Zundeltor

Od 17 grudnia 1954 r. linia nr 6 przekraczała Dunaj przez Ringbrücke, dzisiejszy Adenauerbrücke, a nie przez zniszczony i następnie rozebrany Schillerbrücke. Od 15 października 1956 r. linia 6 kończyła bieg na dużej pętli ulicznej w Eselsbergu. W 1962 r. miasto Ulm podjęło decyzję o likwidacji trakcji trolejbusowej. 17 marca 1963 r. zlikwidowano linię nr 6, której trasę przejęła linia nr 5, aż do jej całkowitego zamknięcia 23 października 1963 r. Wkrótce potem zdemontowano sieć trakcyjną.

## Tabor
Pierwsze trolejbusy w Ulm pochodziły z miejscowego zakładu Kässbohrer Fahrzeugwerke. Dwuosiowe trolejbusy zbudowane były na bazie starego podwozia Henschel z okresu przedwojennego, na którym zamontowano nowe nadwozie. Napędzane były silnikami elektrycznymi włoskiej firmy Compagnia Generale di Elettricità (CGE), natomiast pozostałe wyposażenie elektryczne pochodziło z zakładu Brown, Boveri & Cie. (BBC). 15 maja 1947 r. zaprezentowano publicznie pierwszy taki trolejbus. 24 maja kursowanie rozpoczęły dwa pierwsze pojazdy. We wrześniu 1947 r. uruchomiono kolejne cztery, w 1948 r. następne dwa, a w 1949 r. uruchomiono ostatni trolejbus tej serii. Dziewięć pojazdów miało numery od 101 do 109. Wszystkie wycofano z eksploatacji w 1963 r.
Na początku funkcjonowania trolejbusów brakowało sieci trakcyjnej na niektórych ulicach wiodących od przystanków końcowych do zajezdni. Z tego powodu zastosowano rozwiązanie w postaci wagonu tramwajowego dołączanego z tyłu trolejbusu, który jadąc po szynach pobierał energię z sieci trakcyjnej i dostarczał ją do trolejbusu za pomocą kabla połączonego z pałąkami.
W latach 1954–1958 dostarczono drugą serię siedmiu dwuosiowych trolejbusów o numerach od 110 do 116. Podobnie jak pierwsza seria, miały one podwozie Henschel, silniki GCE i wyposażenie BBC. Dzięki pomocniczemu napędowi spalinowemu, składającemu się z generatora i napędzającego go silnika produkcji Volkswagena, trolejbusy mogły pokonywać także odcinki pozbawione sieci trakcyjnej. Druga seria miała przeszklone krawędzie dachu. Pierwsze trzy pojazdy, od 110 do 112, wycofano z eksploatacji w 1962 r., a pojazdy od 113 do 116 wycofano z eksploatacji po zamknięciu systemu w 1963 r.
Wszystkie trolejbusy kursowały pojedynczo. Po zamknięciu systemu zostały zezłomowane.